# Vieux-Viel
Vieux-Viel é uma comuna francesa na região administrativa da Bretanha, no departamento Ille-et-Vilaine. Estende-se por uma área de 8,73 km². Em 2010 a comuna tinha 316 habitantes (densidade: 36,2 hab./km²).